# NGC 626
NGC 626 (другие обозначения — ESO 297-6, MCG -7-4-18, PGC 5901) — спиральная галактика с перемычкой (SBc) в созвездии Скульптор. Открыта Джоном Гершелем в 1834 году. Описание Дрейера: «довольно тусклый, маленький объект круглой формы, более яркий в середине».
Этот объект входит в число перечисленных в оригинальной редакции «Нового общего каталога».